# El detectiu Conan: Episodi 1. El detectiu que es va encongir
El detectiu Conan: Episodi 1. El detectiu que es va encongir (名探偵コナンエピソード"ONE" 小さくなった名探偵, Meitantei Konan Episōdo "Wan" Chīsakunatta Meitantei) és el sisè especial de televisió animat d'El detectiu Conan. Es va emetre al Nippon Television Network System el 9 de desembre de 2016. L'especial, el subtítol del qual és el mateix que el segon capítol del manga, serveix com a relat de tot el primer i part del segon episodis de la sèrie d'anime original. Té elements de la història afegits de nou, que no es veuen en aquests episodis. S'ha doblat al català, versió que es va posar a la venda en DVD el 13 de desembre del 2019. Es va estrenar al Canal Super3 el 22 de març del 2020.